# Liquide amniotique

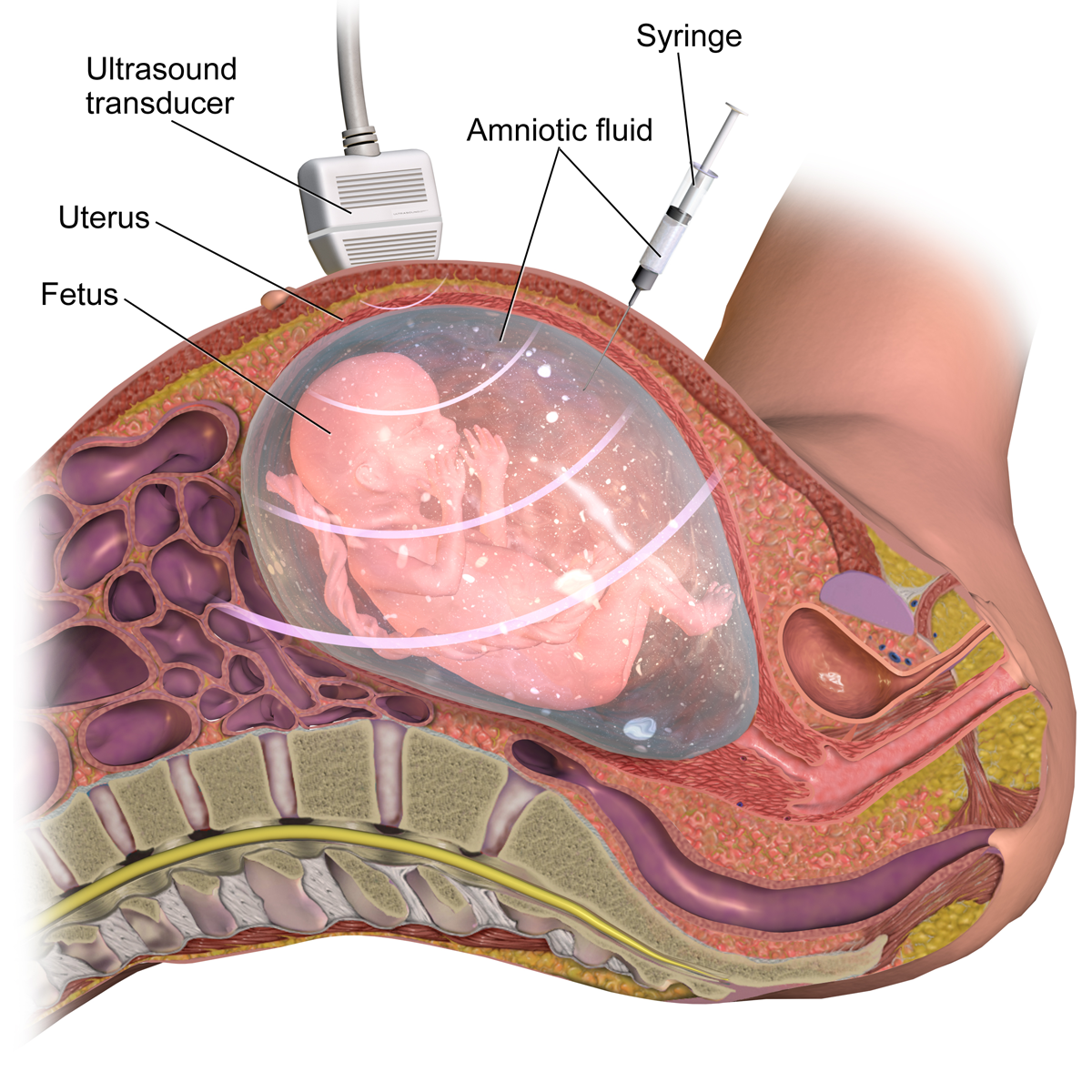
Coupe schématique d'une amniocentèse montrant le liquide amniotique

Le liquide amniotique est un liquide biologique contenu dans le sac amniotique et dans lequel baigne l'embryon (puis le fœtus chez les mammifères).

## Composition
Le liquide amniotique est constamment renouvelé. Il est constitué d'eau, mais contient aussi des cellules fœtales (desquamation) et amniotiques, de l'urine fœtale. Le fait qu'il contienne des cellules fœtales permet le diagnostic prénatal (DPN), grâce à l'amniocentèse (prélèvement de liquide amniotique et analyse des cellules recueillies). Le taux de dioxygène dissous est d'environ 0,3 mg·L-1 et le taux de glucose d'environ 0,1 g·L-1. Il peut aussi contenir temporairement des toxines, par exemple de l'alcool consommé par la mère.

## Physiologie
- Le volume du liquide amniotique est à tout moment un équilibre entre les structures produisant ou autorisant son passage dans la cavité amniotique (chorion et membranes, peau, arbre respiratoire, et appareil urinaire) et celles concernées par la réabsorption (tube digestif, appareil respiratoire, interface amnios-chorion sur la paroi utérine).
- Le plus important phénomène intermembranaire est lié au transfert entre liquide amniotique et sang fœtal perfusant la surface placentaire, la peau fœtale et le cordon ombilical.
- Le phénomène transmembranaire concerne les échanges entre liquide amniotique et muscle utérin.
- Le liquide amniotique joue un rôle antibactérien grâce à ses propriétés bactériostatique et bactéricide.

### Production
- Au premier trimestre, seule une diffusion par l'amnios et le chorion accolés est réelle, comme en témoigne l'absence ou non d'un embryon vivant.
- Au milieu et en fin de premier trimestre, la peau est déterminante car elle ne contient que quatre couches cellulaires, avec une kératinisation vers 24-26 semaines.
- Ce liquide amniotique se vide lorsque les contractions de l'utérus percent le sac amniotique : c'est la rupture de la poche des eaux.

## Anomalie
Le liquide amniotique peut présenter des anomalies de quantité durant la grossesse. Lorsqu'il y a un excès de liquide, on parle hydramnios. Au contraire, lorsque l'on remarque une diminution de cette quantité, il s'agit d'oligoamnios. Enfin, lorsque la femme enceinte n'a plus du tout de liquide amniotique, on dit qu'il y a une anamnios.

## Exploration
L'exploration du liquide amniotique a lieu lors d'une échographie. Ce liquide contient des cellules du futur bébé, qui peuvent être utilisées lors d'un amniocentèse.

## Évaluation quantitative
L'évaluation de la quantité de liquide amniotique est une composante indispensable de l'évaluation du bien-être fœtal. Il entre dans la composition du score de Manning.